# Сатін Борис Федорович
Борис Федорович Сатін (нар. 1938, тепер Російська Федерація) — радянський державний діяч, 1-й секретар Ташкентського міського комітету КП Узбекистану, голова Комітету народного контролю Узбецької РСР. Депутат Верховної ради Узбецької РСР. Депутат Верховної Ради СРСР 11-го скликання (1986—1989). Народний депутат СРСР (1989—1991).

## Життєпис
У 1961 році закінчив Челябінський політехнічний інститут імені Ленінського комсомолу, інженер-металург.
У 1961—1973 роках — майстер, заступник начальника цеху Челябінського заводу дорожніх машин.
Член КПРС з 1968 року.
У 1973—1985 роках — голова комітету профспілки, секретар партійного комітету Челябінського заводу дорожніх машин; 2-й секретар, 1-й секретар Совєтського районного комітету КПРС міста Челябінська; інструктор відділу організаційно-партійної роботи ЦК КПРС.
У 1984 році закінчив Свердловську вищу партійну школу.
У 1985 — серпні 1989 року — 1-й секретар Ташкентського міського комітету КП Узбекистану.
19 серпня 1989 — 1990 року — голова Комітету народного контролю Узбецької РСР.
Із 1990 року — заступник голови виконавчого комітету Челябінської обласної ради народних депутатів.
Подальша доля невідома.